# Jürgen Pommerenke
Jürgen Pommerenke est un footballeur est-allemand qui fut ensuite entraîneur. Il est né le 22 janvier 1953 à Wegeleben.

## Biographie
En tant que milieu de terrain, il fut international est-allemand à 53 reprises (1972-1983) pour 3 buts. 
Il participa aux Jeux olympiques 1972. Il fut titulaire à 6 matchs (Ghana, URSS, RFA, Mexique, Hongrie et Colombie) et remplaçant contre la Pologne. Il inscrit un but contre la RFA, à la 10e minute. Il remporta la médaille de bronze. 
Il participa à la Coupe du monde de football de 1974. Il fut titulaire contre l’Argentine, contre l’Australie et les Pays-Bas.
Il participe aux Éliminatoires du championnat d'Europe de football 1976, inscrivant un but contre l’Islande.
Il joua dans un seul club : le 1.FC Magdebourg de 1970 à 1985. Il remporta une C2 en 1974, 3 championnats de RDA, 4 coupes de RDA et le meilleur titre de meilleur joueur est-allemand de l’année 1975.
Durant la saison 1992-1993, il devient entraîneur du 1.FC Magdebourg, qui joue au niveau régional.

## Clubs
En tant que joueur
- 1970-1985 :  1.FC Magdebourg

En tant qu’entraîneur
- 1992-1993 :  1.FC Magdebourg

## Palmarès
- Coupe d'Europe des vainqueurs de coupe
  - Vainqueur en 1974
- Championnat de RDA de football
  - Champion en 1972, en 1974 et en 1975
  - Vice-champion en 1977 et en 1978
- Meilleur joueur est-allemand de l’année
  - Meilleur joueur en 1975
- Coupe d'Allemagne de l'Est de football
  - Vainqueur en 1973, en 1978, en 1979 et en 1983
- Jeux olympiques
  - Médaille de bronze en 1972